# 大塚八幡神社
大塚八幡神社（おおつかはちまん）は宮崎県宮崎市大塚町にある神社。旧村社。通称「大塚神社」

## 概要
社蔵の棟札によれば創建は斉衡年間（854～857年）。土持景綱が当時宇佐八幡領であった大墓別符（大塚）に宇佐八幡を勧請し産土神として祀ったことに由来する。
文永元年（1264年）飫肥藩祖藤原祐時により再興、その後文禄2年（1593年）、慶安元年（1648年）、寬文7年（1667年）、宝暦2年（1752年）、安永9年（1780年）、文化十二年（1815年）、嘉永4年（1851年）に再興が繰り返されている。昭和59年（1984年）に現在の社殿に改築された。

## 祭神
- 応神天皇[1]
- 玉依姫命[1]
- 神功皇后[1]

## アクセス
- バス：宮崎交通「大塚神社前」最寄り。
- 高速道路：東九州自動車道 宮崎西ICより国道10号経由。

## 関連項目

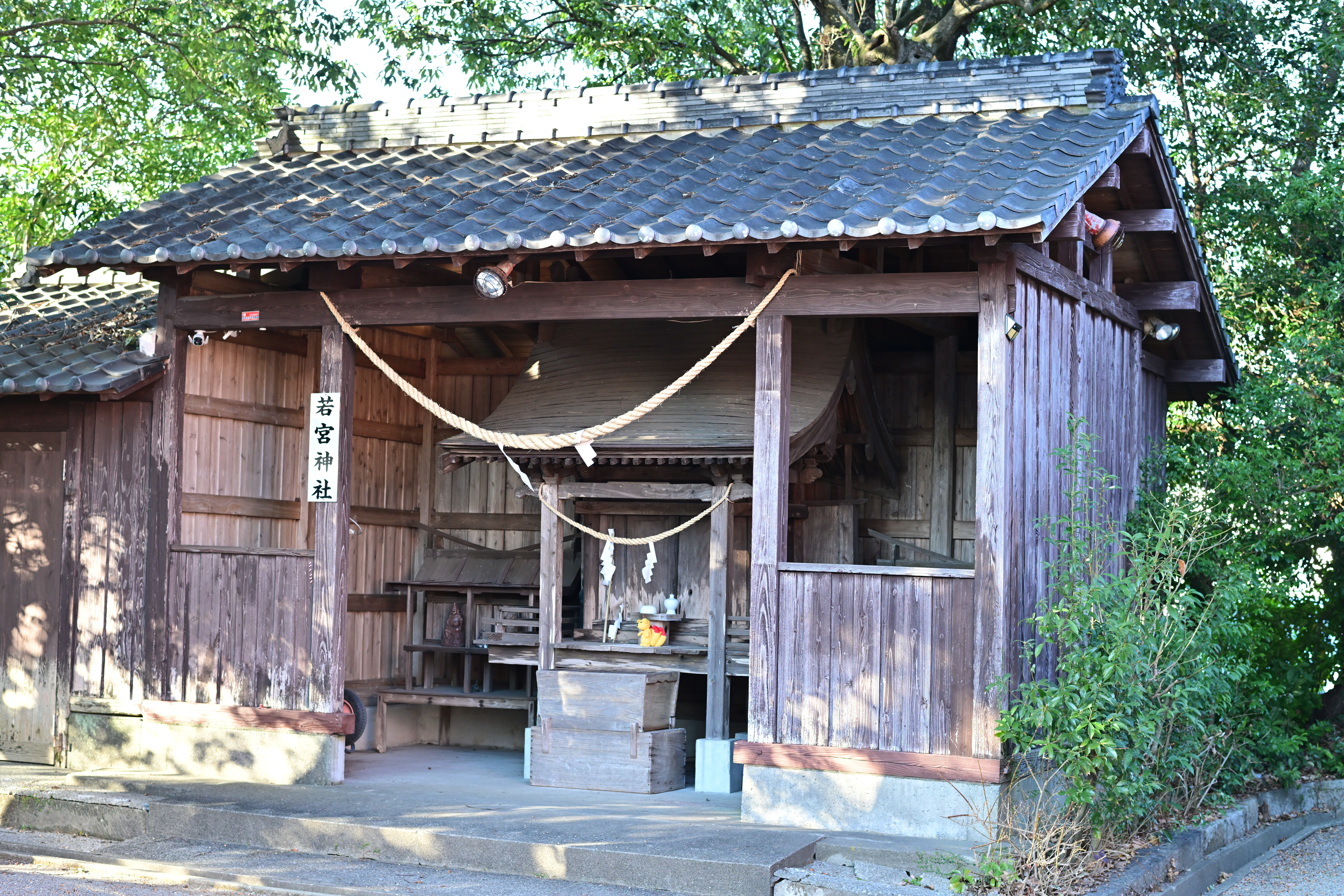
摂末社の若宮神社